# البراء بن عازب
أبو عمارة البراء بن عازب الأنصاري (المتوفى سنة 72هـ) صحابي، شارك في غزوات الرسول محمد وفتوحات العراق وفارس، كما سكن الكوفة، وشارك مع علي بن أبي طالب في الجمل وصفين وقتال الخوارج، وهو أحد رواة الحديث النبوي.

## سيرته
ولد البراء بن عازب بن الحارث بن عدي بن مجدعة بن حارثة بن الحارث بن الخزرج بن عمرو بن مالك بن الأوس الأنصاري في المدينة المنورة، وأسلم مع أبيه صغيرًا، كان لأبيه عازب بن الحارث صُحبة. أما أمه فاسمها حبيبة بنت أبي حبيبة بن الحباب من بني مالك بن النجار، ويقال أن أمه أم خالد بنت ثابت بن سنان بنت عم أبي سعيد الخدري. تقدّم البراء للمشاركة في غزوة بدر، إلا أن النبي محمد ردّه لصغر سنه. ثم كانت أول مشاركاته مع النبي محمد في غزوة أحد، وبلغت غزواته مع النبي محمد 14 أو 15 غزوة.
شارك البراء بن عازب بعد ذلك في فتوحات العراق وفارس، وقيل أنه كان قائد القوة التي فتحت الري سنة 24هـ، كما شارك تحت قيادة أبي موسى الأشعري في القوات التي افتتحت تستر. وبعد الفتوح، سكن البراء الكوفة. ولما قُتل عثمان، انضم البراء إلى صفوف جيش علي بن أبي طالب، وشارك معه في موقعة الجمل وصفين والنهروان.
توفي البراء بن عازب سنة 72هـ، وقيل سنة 71هـ الموافق لـ 690م وكف بصره في آخر حياته، وعمره بضع وثمانون سنة، في الكوفة زمن ولاية مصعب بن الزبير عليها، وكان له في الكوفة عقبًا.

## روايته للحديث النبوي
- روى عن: النبي محمد وأبي بكر الصديق وخاله أبي بردة بن نيار[5] وبلال بن رباح، وثابت بن وديعة، والحارث بن عمرو الأنصاري، وحسان بن ثابت، وأبي أيوب الأنصاري، وعلي بن أبي طالب، وعمر بن الخطاب.[2]
- روى عنه: عبد الله بن يزيد الخطمي، وأبو جحيفة السوائي، وعدي بن ثابت، وسعد بن عبيدة، وأبو عمر زاذان، وأبو إسحاق السبيعي[5] وإياد بن لقيط، وثابت بن عبيد، وحرام بن سعد بن محيصة، وخيثمة بن عبد الرحمن، وابنه الربيع بن البراء بن عازب، والربيع بن لوط، وأبو الحكم زيد بن أبي الشعثاء العنزي، وزيد بن وهب الجهني، وسعيد بن المسيب، وأبو السفر سعيد بن يحمد الهمداني، وأبوالجهم سليمان بن الجهم، وشقيق بن عقبة، وعامر الشعبي، وعبد الله بن مرة، وعبد الرحمن بن عوسجة، وعبد الرحمن بن أبي ليلى، وأبو المنهال عبد الرحمن بن مطعم، وابنه عبيد بن البراء بن عازب، وعبيد بن فيرور، وغزوان أبو مالك الغفاري، وابنه لوط بن البراء بن عازب، ومحمد بن مالك، والمسيب بن رافع، ومعاوية بن سويد بن مقرن، ومهاجر أبو الحسن، وميمون أبو عبد الله، وهلال بن يساف، وابنه يزيد بن البراء بن عازب، ويونس بن عبيد مولى محمد بن القاسم، وأبو بردة بن أبي موسى الأشعري، وأبو بسرة الغفاري، وأبو بكر بن أبي موسى الأشعري، وأبو عبيدة بن عبد الله بن مسعود.[10]
- أحاديثه: للبراء بن عازب 305 أحاديث، له في الصحيحين 22 حديثا، وانفرد البخاري بخمسة عشر حديثًا، ومسلم بستة أحاديث،[5] كما روى له الجماعة.[11]